# Гулькишар
Гулькишар (𒄢𒆠𒊹 шум. Gul-ki-šar, букв. «Завоеватель земли») — царь Страны Моря, правил в XVI веке до н. э.
С приходом Гулькишара к власти в Стране Моря, по-видимому, пришёл другой царский дом, цари которого в отличие от предыдущих, носивших аккадские имена, имели странные шумерские имена, последние в истории.
После 1594 года до н. э. после ухода войск Мурсили I, царя «Страны Хатти» (хеттов), из Вавилона и воцарения в Вавилоне царей касситской династии из Ханы (то ли Харбашипак, то ли Типтакзи), Гулькишар, получил возможность отделиться от Вавилона. Он провозгласил себя царём Приморья и объединил под своей властью всю Нижнюю Месопотамию. Согласно надписи позднейшего вавилонского царя Эллиль-надин-апли, Гулькишар подарил участок земли богине Нина в области города Дер.